# Gaston Aizier
Gaston Aizier est un homme politique français né le 18 avril 1922 à L'Isle-Adam (Seine-et-Oise) et mort le 1er août 2000 à Beaumont-sur-Oise (Val-d'Oise).

## Mandats
Il est député de la IIe législature de la Cinquième République du 25 novembre 1962 au 2 avril 1967 dans la 8e circonscription de Seine-et-Oise sous les couleurs des UDT (Union pour la nouvelle République).
Il est architecte de profession.